# 韦尔 (杜省)
韦尔（法語：Vaire，法語發音：[vɛʁ]）是法国杜省的一个市镇，属于贝桑松区。该市镇于2016年由原市镇韦尔-阿尔西耶和小韦尔合并而成，行政中心位于韦尔-阿尔西耶。

## 地名
该地在谷歌地图中显示的中文名为“韦雷”，此为谷歌地图误用了名称拼写相近的另一个市镇韦雷（Vairé）的中文名。

## 地理
韦尔（47°17'2"N, 6°9'11"E）面积14.04 平方千米，位于法国勃艮第-弗朗什-孔泰大區杜省，该省份为法国东部内陆省份，北起上索恩省，西接汝拉省，东部及东南部与瑞士接壤，东北部与贝尔福地区省接壤。
与韦尔接壤的市镇（或旧市镇、城区）包括：阿马涅、热讷、奥斯、沙莱兹、罗什莱博普雷、诺维拉尔、德吕、楠克赖。
韦尔的时区为UTC+01:00、UTC+02:00（夏令时）。

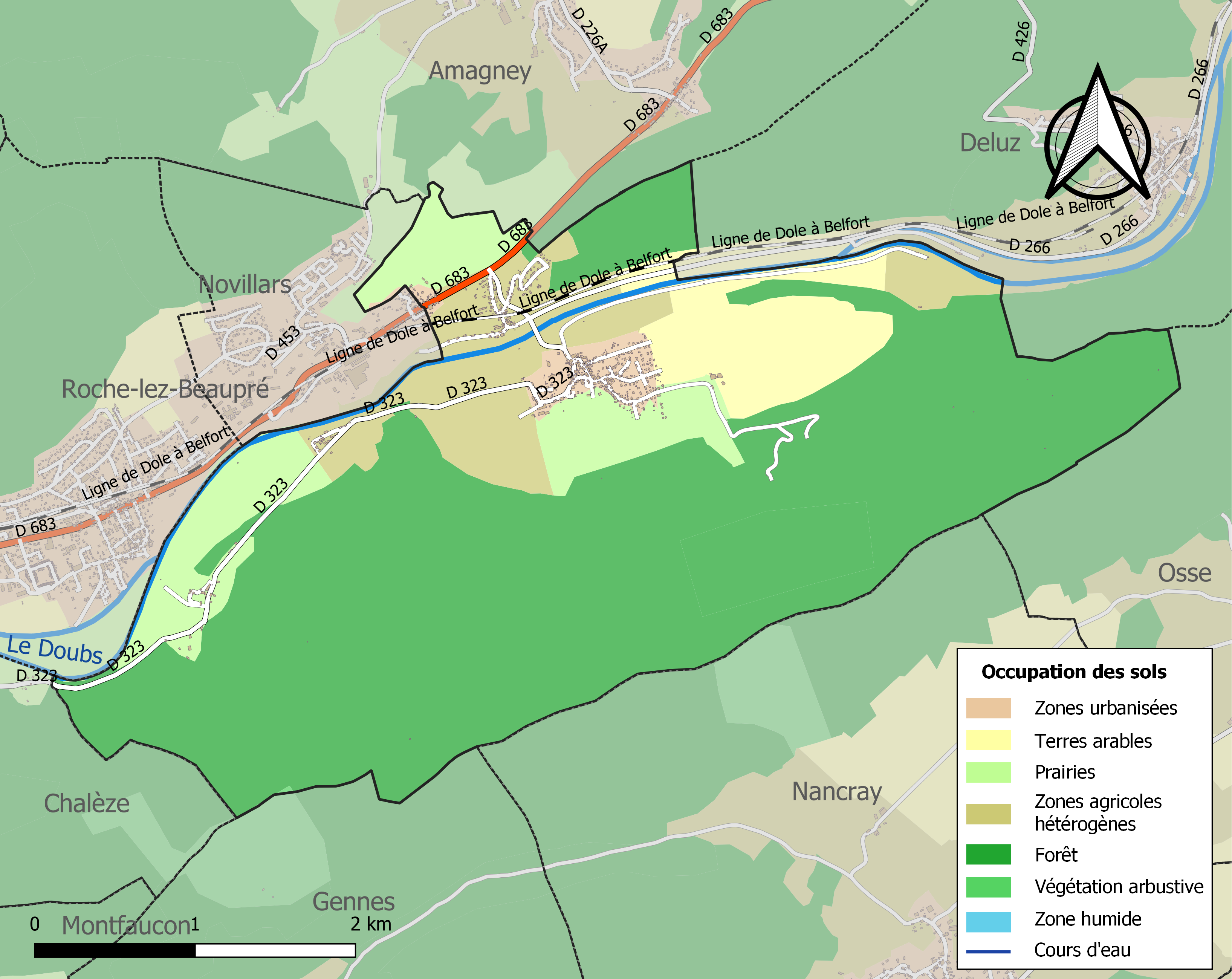
韦尔的OSM定位图

## 行政
韦尔的邮政编码为25220，INSEE市镇编码为25575。

## 政治
韦尔所属的省级选区为贝桑松第五县。

## 人口
韦尔于2022年1月1日时的人口数量为805人。